# Ivan Čizmić
Ivan Čizmić (Zadvarje, 28. kolovoza 1934. – Zagreb, 9. siječnja 2022.) bio je hrvatski povjesničar.

## Životopis
Rođen je u Zadvarju. U Zagrebu je 1959. godine završio studij povijesti i 1963. godine studij prava. Godine 1973. doktorirao je disertacijom o južnoslavenskom iseljeničkom pokretu u Sjedinjenim Američkim Državama i stvaranju jugoslavenske države 1918. godine. Radio je na Pravnom fakultetu u Splitu, Matici iseljenika Hrvatske, Institutu za migracije i narodnosti te Institutu društvenih znanosti Ivo Pilar. Bio je predavač na nizu simpozija i znanstvenih kongresa. Predmet njegova znanstvenog rada bilo je hrvatsko iseljeništvo.

## Djela
- Jugoslavenski iseljenički pokret u SAD i stvaranje jugoslavenske države 1918. (1974.)[1]
- Iz Dalmacije u Novi Zeland (1981.)
- Hrvati u životu Sjedinjenih Američkih Država (1982.)[2]
- Iseljavanje iz Hrvatske u razdoblju od 1880 - 1914. (1986.)
- Povijest Hrvatske bratske zajednice 1894.-1994. (1994.)
- From the adriatic to lake Erie. A history of Croatians in greater Cleveland (2000., suautor)[3]
- Iseljena Hrvatska (2005., suautor)
- Modernizacija u Hrvatskoj i hrvatska odselidba (2011., suautor)[4][5]
- Leksikon hrvatskog iseljeništva i manjina (2020., suradnik) (elektronička inačica  Arhivirana inačica izvorne stranice od 11. siječnja 2022. (Wayback Machine))

Čizmić je autor i većeg broja članaka i priloga u raznim zbornicima.

## Vanjske poveznice
Mrežna mjesta
- Čizmić, Ivan, Hrvatski biografski leksikon
- Ivan Čizmić, Hrvatska znanstvena bibliografija
- Ivan Čizmić, Marin Sopta, Vlado Šakić, Hrvati u svjetskomu migracijskom kontekstu, Hrvatski iseljenički zbornik 2008.  Arhivirana inačica izvorne stranice od 11. siječnja 2022. (Wayback Machine), str. 11-24
- Odlazak nestora hrvatske iseljeničke povijesti, matis.hr, 11. siječnja 2022.